# Katja Roth
Katja Roth (* 23. August 1974) ist eine deutsche Juristin. Sie ist seit dem 1. August 2015 Richterin am Bundesfinanzhof.

## Leben und Wirken
Roth war nach Abschluss ihrer juristischen Ausbildung zunächst als wissenschaftliche Assistentin an der Universität Bayreuth tätig. 2004 trat sie in den höheren Zolldienst des Bundes ein. Dort war sie zuletzt Referatsleiterin bei der Oberfinanzdirektion Nürnberg. 2007 erfolgte ihre Ernennung zur Richterin am Finanzgericht München. Roth ist promoviert mit der Arbeit „Filmrechte in der Insolvenz“.
Das Präsidium des Bundesfinanzhofs wies Roth zunächst dem VII. Senat zu, der neben Zoll- und Marktordnungsrecht in größerem Umfang für Verbrauchsteuern, Haftungs- und Vollstreckungsrecht sowie das allgemeine Recht der Abgabenordnung und das Steuerberatungsrecht zuständig ist.